# 韋普林
50°39′28″N 29°26′58″E / 50.65778°N 29.44944°E
韋普林（烏克蘭語：Веприн）是烏克蘭北部的村莊，隸屬日托米爾州的日托米爾區。該村處於捷捷列夫河左岸，面積34.195平方公里，海拔高度140米，人口830。